# Paraplégie spastique type 7
La paraplégie spastique type 7 est une maladie génétique du groupe des paraplégies spastiques familiales. Elle se manifeste par une faiblesse musculaire très progressive atteignant les membres inférieurs s’accompagnant d’une hypertonie musculaire entraînant une raideur du membre inférieur avec une disparition de la perte de la sensibilité profonde. Mais le début de la maladie s'échelonne entre 11 et 72 ans. Les autres signes de la maladie sont: des troubles du tonus des bras, des troubles des sphincters, une dysarthrie, une dysphagie, une ataxie, un nystagmus, un strabisme, une surdité progressive, des déformations osseuses.
Le diagnostic repose sur la clinique et le séquençage du gène SPG7 qui est le seul gène associé à cette pathologie. La mutation est retrouvée dans 100 % des cas.
Il n'existe aucun traitement de cette maladie. La prise en charge est uniquement symptomatique.

## Sources
- (en) Giorgio Casari, Roberto Marconi « Spastic Paraplegia 7 » in GeneTests: Medical Genetics Information Resource (database online). Copyright, University of Washington, Seattle. 1993-2006  PMID 20301286